# Semur-en-Auxois
Semur-en-Auxois é uma comuna francesa na região administrativa da Borgonha-Franco-Condado, no departamento de Côte-d'Or. Estende-se por uma área de 19,14 km². Em 2010 a comuna tinha 4 484 habitantes (densidade: 234,3 hab./km²).